# Berlingen (Szwajcaria)
Berlingen – miejscowość i gmina (Politische Gemeinde) w północno-wschodniej Szwajcarii, w kantonie Turgowia, w okręgu (Bezirk) Frauenfeld. Leży nad jeziorem Untersee. 

## Demografia
W Berlingen mieszkają 924 osoby. W 2021 roku 26,2% populacji gminy stanowiły osoby urodzone poza Szwajcarią. 

## Transport
Przez teren gminy przebiega droga główna nr 13.